# Aspret-Sarrat
Aspret-Sarrat är en kommun i departementet Haute-Garonne i regionen Occitanien i södra Frankrike. Kommunen ligger i kantonen Saint-Gaudens som tillhör arrondissementet Saint-Gaudens. År 2022 hade Aspret-Sarrat 128 invånare.

## Befolkningsutveckling
Antalet invånare i kommunen Aspret-Sarrat
Referens:INSEE